# 김동현 (법조인)
김동현(金東炫, 일본식 이름: 金谷東炫, 1892년 7월 23일 ~ 1961년 6월 3일)은 일제강점기부터 활동한 법조인으로 대한민국의 대법관을 지냈다.

## 학력
- 1919년 경성법률전문학교 졸업

## 경력[1]
- 1919년 경성지법 목포지청 서기
- 1923년 대구지법 판사
- 1924년 부산지법 판사
- 1945~1951 부산지법원장
- 1951~1952 대구고법원장
- 1952~1957 대법관

## 생애
출신지는 전라남도 해남군이다. 경성전수학교를 졸업한 뒤 1920년부터 광주지방법원 서기를 거쳐 조선총독부 판사로 법조인이 되었다. 일제 강점기 동안 부산지방법원 판사와 대구지방법원 검사 등을 지냈다. 1928년에 일본 정부가 수여하는 쇼와대례기념장을 받은 바 있다.
이후 변호사를 개업해 활동였고, 부산지방법원장, 대구고등법원장을 역임하였다. 제1공화국에서 대법관에 임명되어 재직하다가 1957년에 정년퇴직했다.
퇴임 직후인 1957년 7월에 대법관과 고등법원장으로 구성된 법관회의에서 김동현을 김병로의 후임 대법원장으로 선출하여 이승만 대통령에게 제청하였다. 그러나 이 제청은 대법원장은 대법관으로 보한다는 법원조직법 위반이라는 주장으로 인해 논란을 일으켰다. 이승만은 거부권을 행사했고, 이듬해 김동현 대신 조용순이 제2대 대법원장에 임명되면서 사태가 일단락되었다.
1961년 6월 3일, 자택에서 숙환으로 사망하였다.
2008년 민족문제연구소가 친일인명사전에 수록하기 위해 정리한 친일인명사전 수록예정자 명단 사법 부문에 선정되었다.

## 참고자료
- 김동현(金東炫) - 국사편찬위원회